# 小行星1304
小行星1304（1304 Arosa）是一颗绕太阳运转的小行星，为主小行星带小行星。该小行星于1928年5月21日发现。
該小行星以瑞士的城鎮阿羅薩命名。

## 轨道参数
小行星1304的轨道半长轴为3.2036874 UA，离心率为0.110。